# 王月娥
王月娥（1966年—），湖北阳新人，汉族，中华人民共和国教师、第十届、第十一届全国人民代表大会湖北地区代表。
毕业于湖北师范学院中文专业，是中共党员。全国“五一劳动奖章”获得者、全国“模范教师”。2008年起担任全国人大代表。